# Bender Beila
Bender Beila (in somalo Bander Beyla), è una città della Somalia situata nella regione di Bari. È capoluogo del distretto omonimo.